# Forte Manin
Il Forte Manin è una ex fortezza dell'Esercito Italiano situata nella terraferma nei pressi del parco San Giuliano a Mestre, nel comune di Venezia.

## Storia
Il forte fu realizzato in epoca napoleonica come struttura ausiliaria del forte Marghera. Originariamente chiamato forte "O" (Eau), dopo il 1849 venne ridenominato forte Gorzowsky dagli austriaci. Circondato dalle acque del fiume Osellino, il forte manin era destinato a proteggere il forte Marghera sul lato verso Campalto. Venne disarmato alla fine del XIX secolo. All'inizio del Novecento le strutture vennero demolite, sostituite da un edificio monoblocco in cemento armato, destinato a polveriera.
Nel 2023 è stato annunciato il recupero del forte Manin, con una spesa di circa tre milioni di euro provenienti dal PNRR.